# Seat Ibiza V
Der Seat Ibiza V ist die fünfte Generation des Ibiza und wird von Seat produziert. Er wurde am 31. Januar 2017 in Barcelona vorgestellt und hatte auf dem 87. Genfer Auto-Salon seine Weltpremiere.

## Modelleigenschaften
Als erstes Fahrzeug im Volkswagen-Konzern basiert der Ibiza auf der neuen MQB-A0 Plattform, auf welcher in Zukunft weitere Modelle von Seat, Volkswagen, Audi und Škoda Auto aufbauen werden. Zum Marktstart am 10. Juni 2017 wurde der Ibiza ausschließlich als Fünftürer angeboten. Der Kombi ST wird nicht mehr angeboten. Eine überarbeitete Version des Ibiza präsentierte Seat am 15. April 2021.
Durch seine um 8,7 cm gewachsene Breite und seinen um 9,5 cm verlängerten Radstand bietet der Fünftürer mehr Platz als sein Vorgänger. Die Ausstattungsvarianten des Vorgängers wurden um die Linie XCellence ergänzt, die parallel zur sportlichen Variante FR die Top-Ausstattung darstellt. Bei den Dieselmotoren sind nur noch Ausführungen mit SCR-Speichertechnik (Harnstoff-Einspritzung) lieferbar.
Gebaut wird der Ibiza im Seat-Werk in Martorell, Spanien.

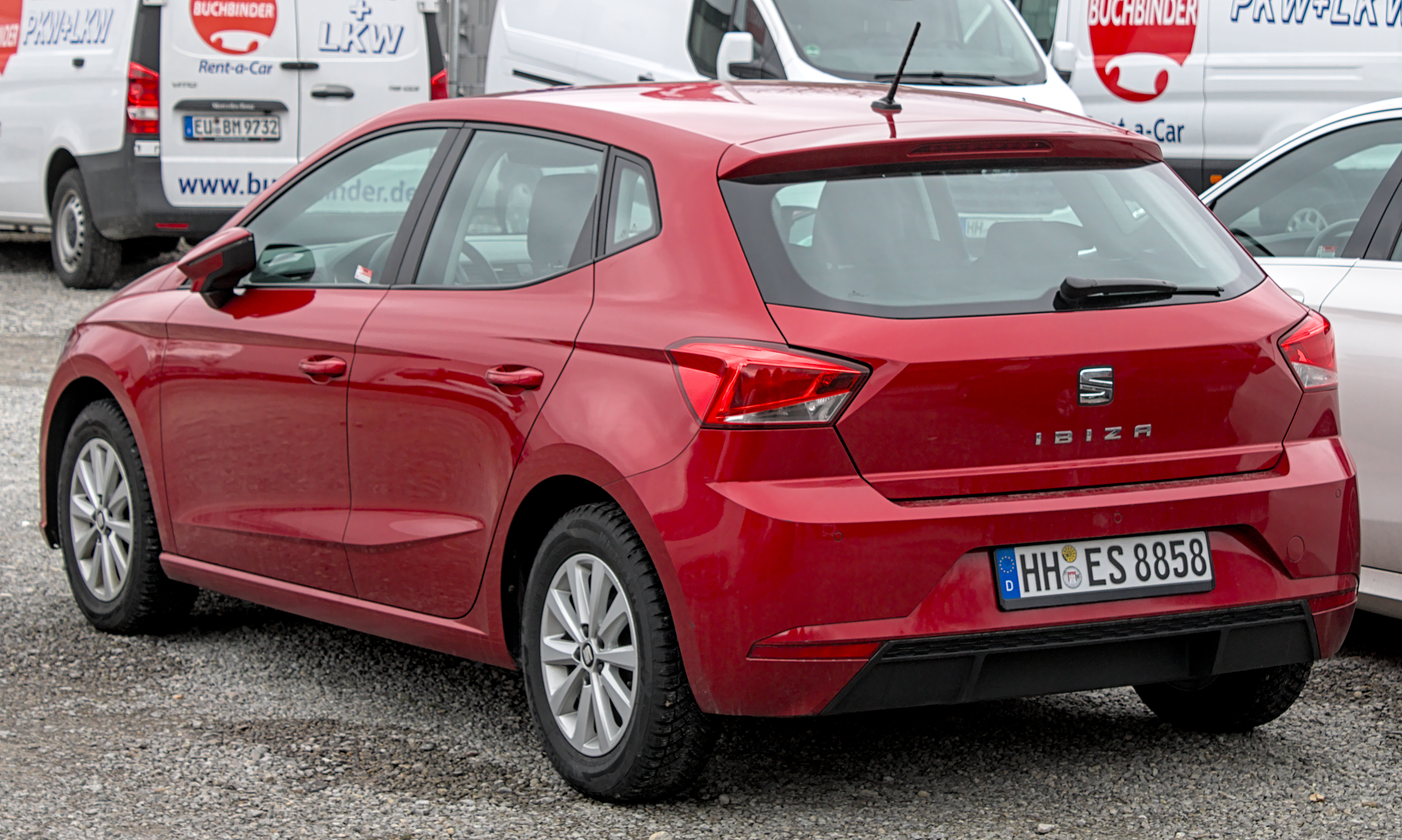
Heckansicht
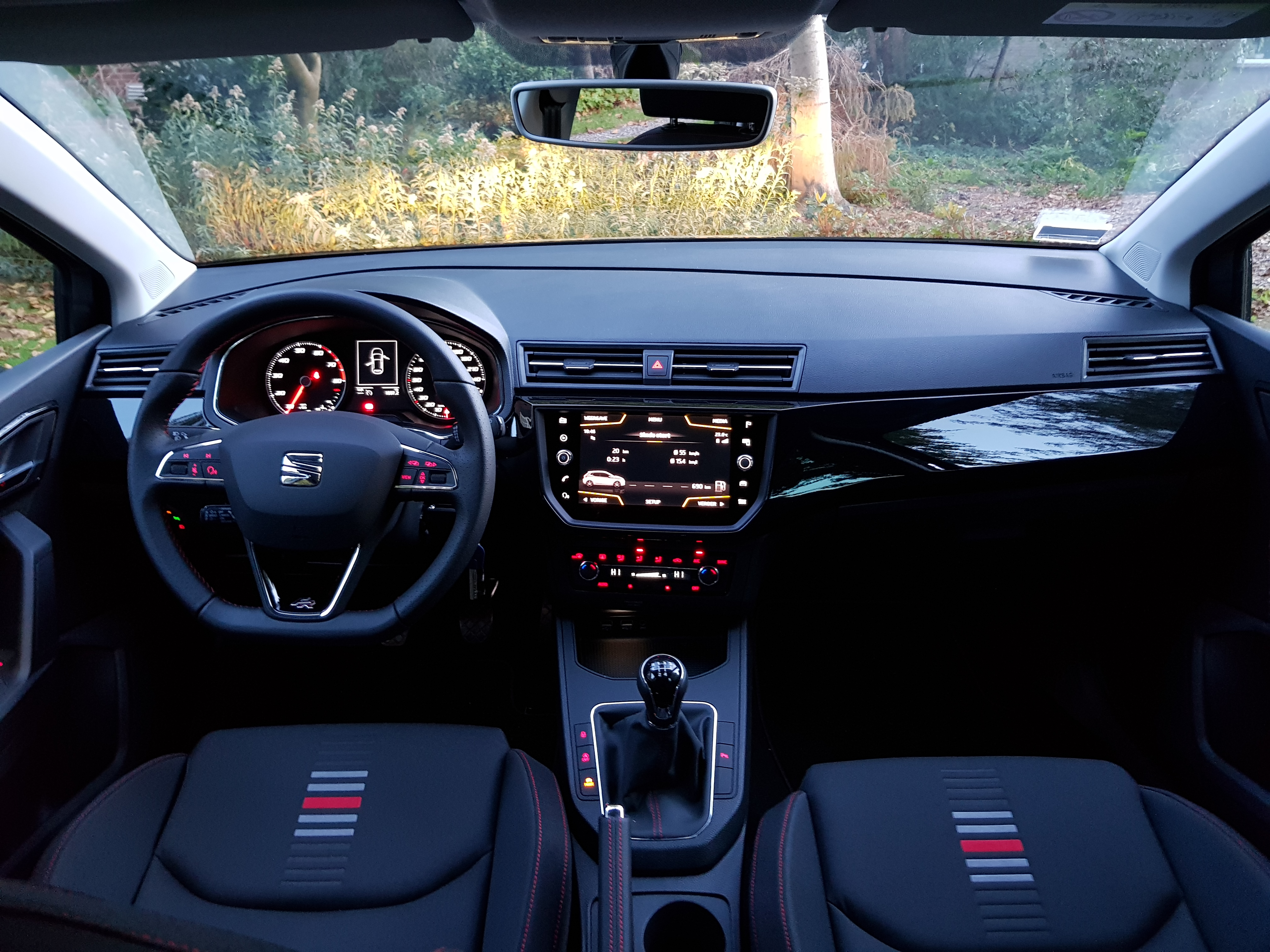
Innenraum
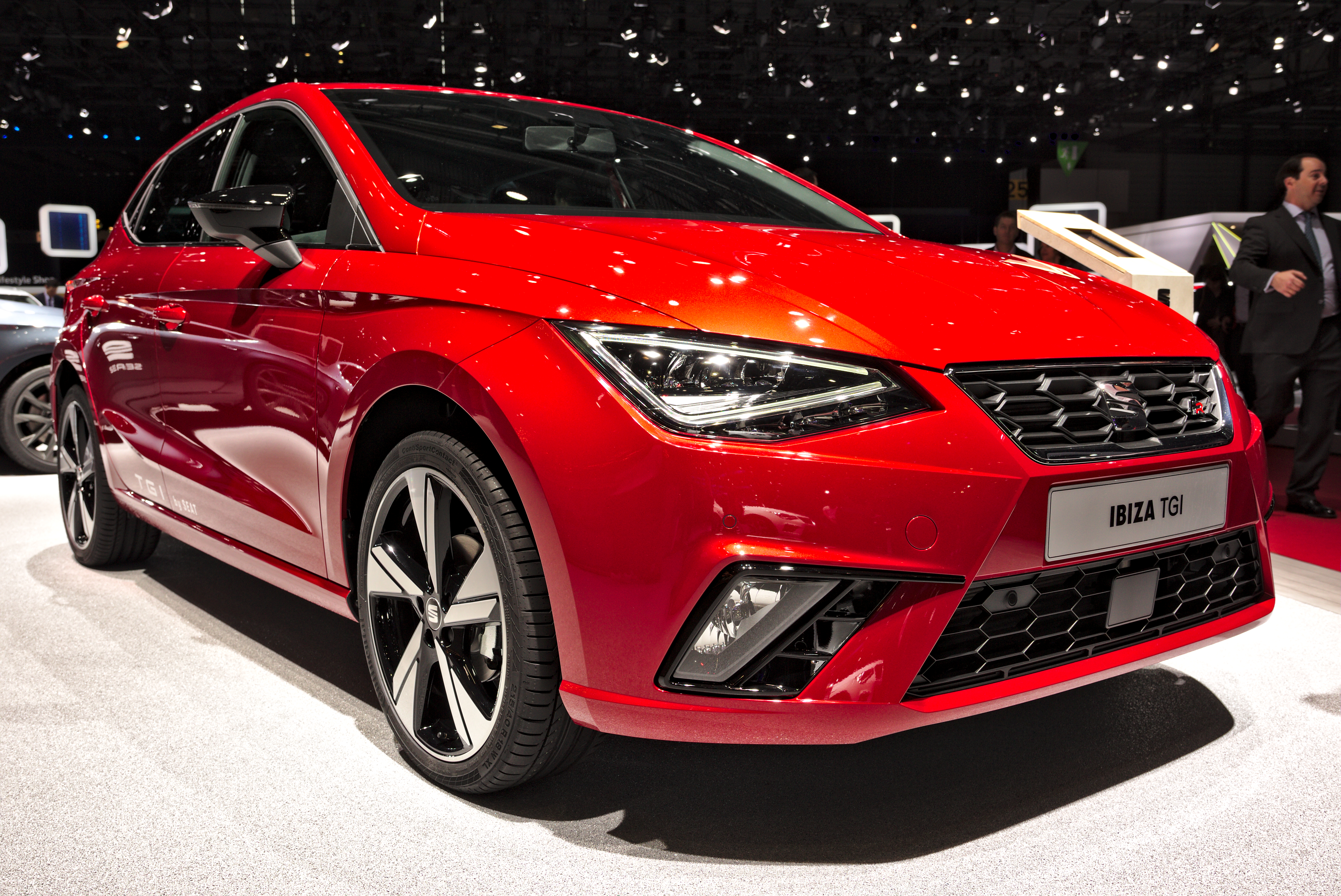
Seat Ibiza 1.0 TGI (2017–2021)
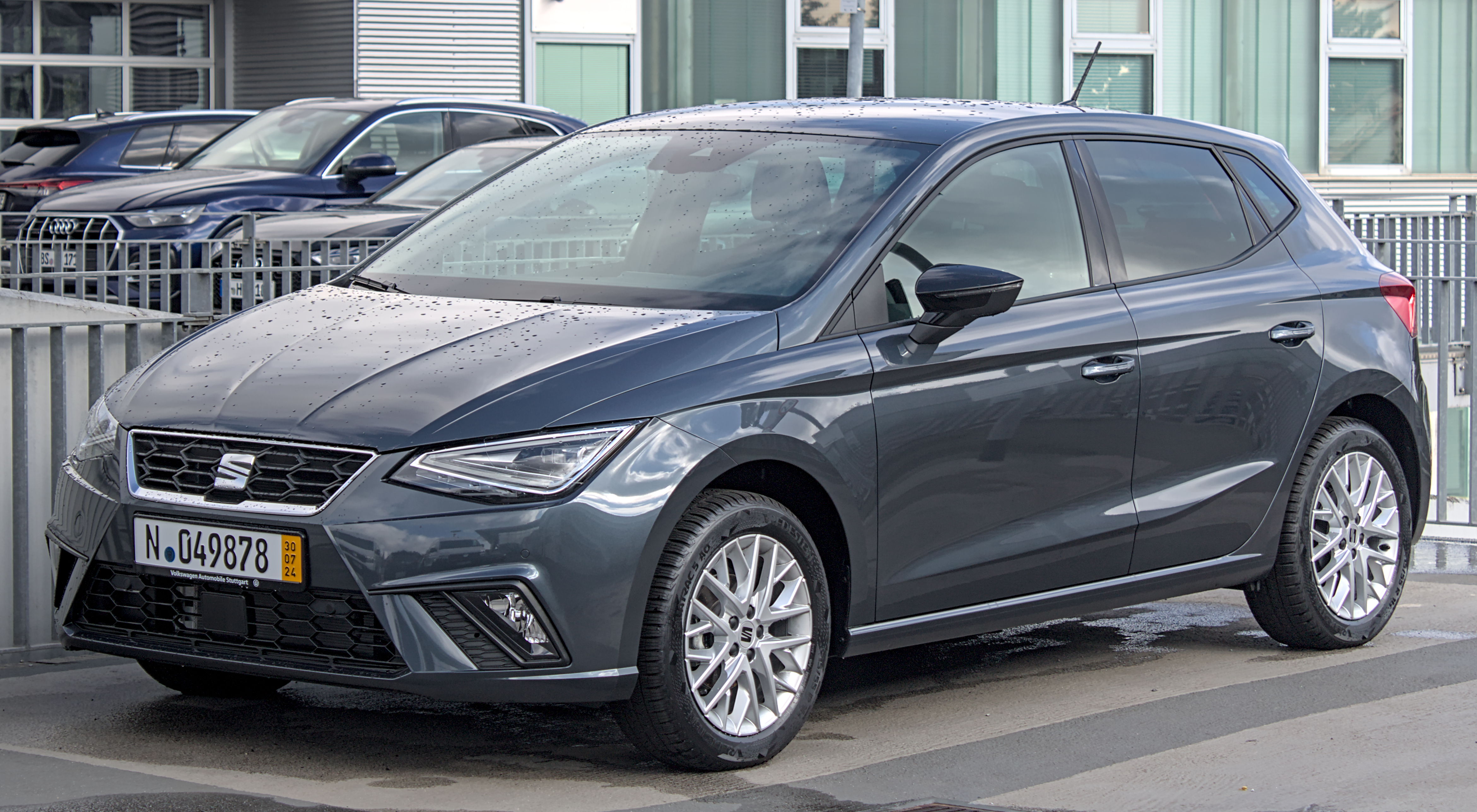
Seat Ibiza (seit 2021)
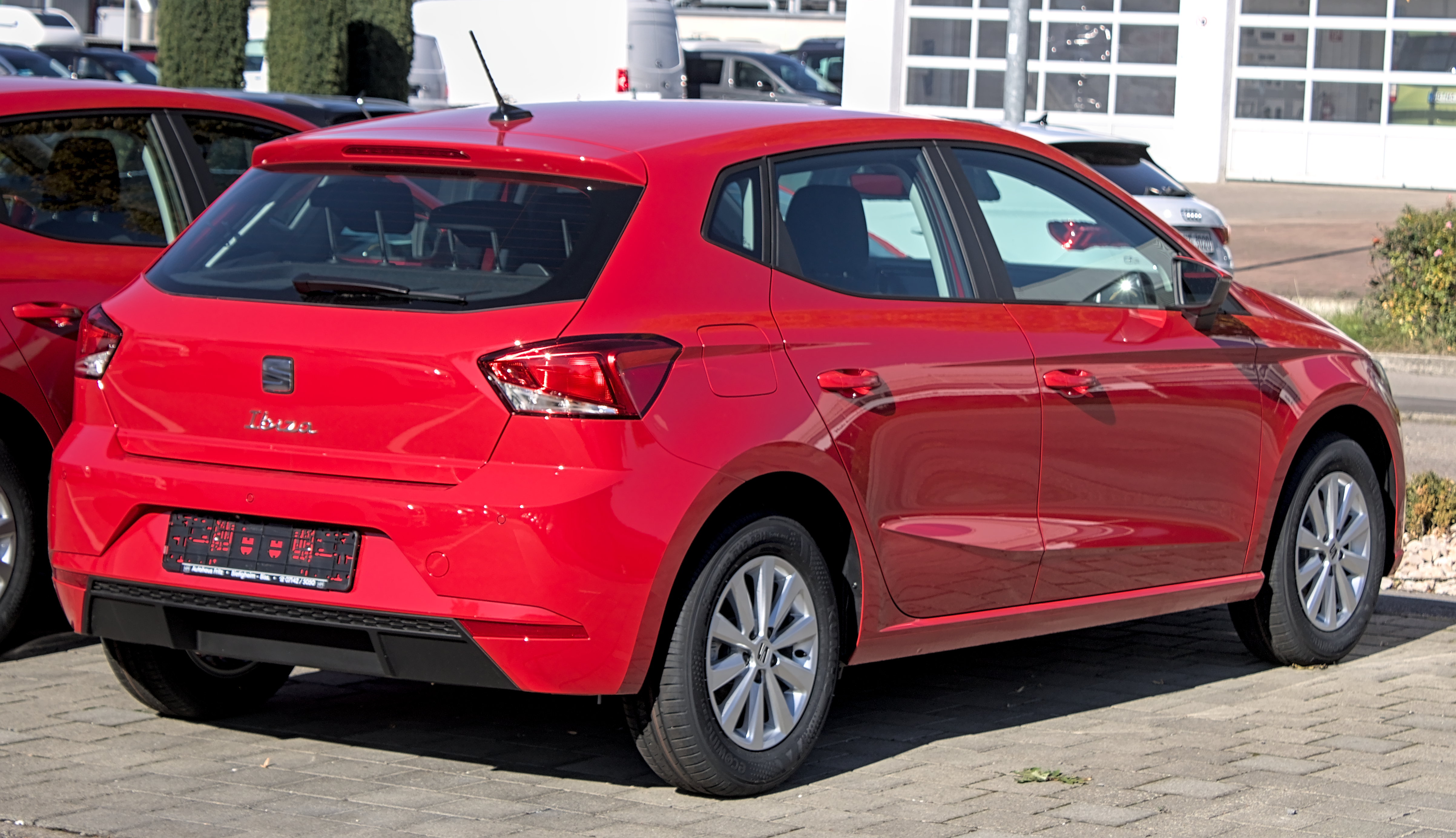
Heckansicht

## Technische Daten

### Ottomotoren
|                                                    | 1.0 MPI                               | 1.0 MPI                               | 1.0 MPI                               | 1.0 MPI                               | 1.0 MPI                               | 1.0 MPI               | 1.0 TGI                                                  | 1.0 TGI                                                  | 1.0 TGI                                                  | 1.0 EcoTSI                                               | 1.0 EcoTSI                                               | 1.0 EcoTSI                                               | 1.0 EcoTSI                                               | 1.0 EcoTSI                                               | 1.0 EcoTSI                                               | 1.5 TSI                                                  | 1.5 TSI                                                  | 1.5 TSI                                                  |
| -------------------------------------------------- | ------------------------------------- | ------------------------------------- | ------------------------------------- | ------------------------------------- | ------------------------------------- | --------------------- | -------------------------------------------------------- | -------------------------------------------------------- | -------------------------------------------------------- | -------------------------------------------------------- | -------------------------------------------------------- | -------------------------------------------------------- | -------------------------------------------------------- | -------------------------------------------------------- | -------------------------------------------------------- | -------------------------------------------------------- | -------------------------------------------------------- | -------------------------------------------------------- |
| Bauzeitraum                                        | 06/2017–08/2018                       | 11/2018–05/2019                       | 06/2017–08/2018                       | 11/2018–08/2020                       | 09/2020–08/2023                       | seit 01/2025          | 10/2017–08/2018                                          | 02/2019–08/2020                                          | 09/2020–02/2023                                          | 06/2017–11/2020                                          | 11/2020–03/2024                                          | seit 03/2024                                             | 09/2020–03/2024                                          | 06/2017–11/2020                                          | seit 03/2024                                             | 08/2017–08/2018                                          | 09/2020–03/2024                                          | seit 03/2024                                             |
| Motorbauart und Zylinderanzahl                     | R3-Ottomotor mit Saugrohreinspritzung | R3-Ottomotor mit Saugrohreinspritzung | R3-Ottomotor mit Saugrohreinspritzung | R3-Ottomotor mit Saugrohreinspritzung | R3-Ottomotor mit Saugrohreinspritzung |                       | R3-Ottomotor mit Turbolader und Benzindirekteinspritzung | R3-Ottomotor mit Turbolader und Benzindirekteinspritzung | R3-Ottomotor mit Turbolader und Benzindirekteinspritzung | R3-Ottomotor mit Turbolader und Benzindirekteinspritzung | R3-Ottomotor mit Turbolader und Benzindirekteinspritzung | R3-Ottomotor mit Turbolader und Benzindirekteinspritzung | R3-Ottomotor mit Turbolader und Benzindirekteinspritzung | R3-Ottomotor mit Turbolader und Benzindirekteinspritzung | R3-Ottomotor mit Turbolader und Benzindirekteinspritzung | R4-Ottomotor mit Turbolader und Benzindirekteinspritzung | R4-Ottomotor mit Turbolader und Benzindirekteinspritzung | R4-Ottomotor mit Turbolader und Benzindirekteinspritzung |
| Motorkennbuchstabe                                 |                                       |                                       | CHYB                                  |                                       |                                       | DSGB                  |                                                          |                                                          |                                                          | CHZB                                                     | CHZB                                                     | DUSB                                                     | DLAA                                                     | CHZD                                                     | DUSA                                                     | DADA                                                     | DPCA                                                     |                                                          |
| Motorbaureihe                                      | VW EA211                              | VW EA211                              | VW EA211                              | VW EA211                              | VW EA211                              | VW EA211              | VW EA211                                                 | VW EA211                                                 | VW EA211 evo                                             | VW EA211                                                 | VW EA211 evo                                             | VW EA211 evo                                             | VW EA211 evo                                             | VW EA211                                                 | VW EA211 evo 2                                           | VW EA211 evo                                             | VW EA211 evo                                             | VW EA211 evo 2                                           |
| Hubraum                                            | 999 cm³                               | 999 cm³                               | 999 cm³                               | 999 cm³                               | 999 cm³                               | 999 cm³               | 999 cm³                                                  | 999 cm³                                                  | 999 cm³                                                  | 999 cm³                                                  | 999 cm³                                                  | 999 cm³                                                  | 999 cm³                                                  | 999 cm³                                                  | 999 cm³                                                  | 1498 cm³                                                 | 1498 cm³                                                 | 1498 cm³                                                 |
| Verdichtungsverhältnis                             | 10,5 : 1                              | 12,5 : 1                              | 10,5 : 1                              | 11,5 : 1                              | 12,0 : 1                              | 12,0 : 1              | 10,3 : 1                                                 | 10,3 : 1                                                 | 10,5 : 1                                                 | 10,5 : 1                                                 | 10,5 : 1                                                 | 10,5 : 1                                                 | 10,5 : 1                                                 | 10,5 : 1                                                 | 10,5 : 1                                                 | 10,5 : 1                                                 | 10,5 : 1                                                 | 10,5 : 1                                                 |
| max. Leistung bei 1/min                            | 48 kW (65 PS)/ 5000–6000              | 48 kW (65 PS)/ 5500                   | 55 kW (75 PS)/ 6200                   | 59 kW (80 PS)/ 6200                   | 59 kW (80 PS)/ 6300                   | 59 kW (80 PS)/ 6300   | 66 kW (90 PS)/ 4500–5800                                 | 66 kW (90 PS)/ 4500–5800                                 | 66 kW (90 PS)/ 4000–5500                                 | 70 kW (95 PS)/ 5000–5500                                 | 70 kW (95 PS)/ 5000–5500                                 | 70 kW (95 PS)/ 5000–5500                                 | 81 kW (110 PS)/ 5500                                     | 85 kW (115 PS)/ 5000–5500                                | 85 kW (116 PS)/5500                                      | 110 kW (150 PS)/ 5000–6000                               | 110 kW (150 PS)/ 5000–6000                               | 110 kW (150 PS)/ 5000–6000                               |
| max. Drehmoment bei 1/min                          | 95 Nm/ 3000–4300                      | 95 Nm/ 3000                           | 95 Nm/ 3000–4300                      | 95 Nm/ 3000                           | 93 Nm/ 3750                           | 93 Nm/ 3700–3900      | 160 Nm/ 1900–3500                                        | 160 Nm/ 1900–3500                                        | 160 Nm/ 1800–3800                                        | 175 Nm/ 1500–3500                                        | 175 Nm/ 2000–3500                                        | 175 Nm/ 2000–3500                                        | 200 Nm/ 2000–3000                                        | 200 Nm/ 2000–3500                                        | 200 Nm/ 2000–3500                                        | 250 Nm/ 1500–3500                                        | 250 Nm/ 1500–3500                                        | 250 Nm/ 1500–3500                                        |
| Getriebe, serienmäßig                              | 5-Gang-Schaltgetriebe                 | 5-Gang-Schaltgetriebe                 | 5-Gang-Schaltgetriebe                 | 5-Gang-Schaltgetriebe                 | 5-Gang-Schaltgetriebe                 | 5-Gang-Schaltgetriebe | 5-Gang-Schaltgetriebe                                    | 6-Gang-Schaltgetriebe                                    | 6-Gang-Schaltgetriebe                                    | 5-Gang Schaltgetriebe                                    | 5-Gang Schaltgetriebe                                    | 5-Gang Schaltgetriebe                                    | 6-Gang-Schaltgetriebe                                    | 6-Gang-Schaltgetriebe                                    | 6-Gang-Schaltgetriebe                                    | 6-Gang-Schaltgetriebe                                    | 7-Gang-DSG                                               | 7-Gang-DSG                                               |
| Getriebe, optional                                 | —                                     | —                                     | —                                     | —                                     | —                                     | —                     | —                                                        | —                                                        | —                                                        | —                                                        | —                                                        | —                                                        | (7-Gang-DSG)                                             | (7-Gang-DSG)                                             | (7-Gang-DSG)                                             | —                                                        | —                                                        | —                                                        |
| Antriebsart                                        | Vorderradantrieb                      | Vorderradantrieb                      | Vorderradantrieb                      | Vorderradantrieb                      | Vorderradantrieb                      | Vorderradantrieb      | Vorderradantrieb                                         | Vorderradantrieb                                         | Vorderradantrieb                                         | Vorderradantrieb                                         | Vorderradantrieb                                         | Vorderradantrieb                                         | Vorderradantrieb                                         | Vorderradantrieb                                         | Vorderradantrieb                                         | Vorderradantrieb                                         | Vorderradantrieb                                         | Vorderradantrieb                                         |
| Höchstgeschwindigkeit                              | 162 km/h                              | 162 km/h                              | 167 km/h                              | 169 km/h                              | 170 km/h                              | 172 km/h              | 181 km/h                                                 | 180 km/h                                                 | 184 km/h                                                 | 182 km/h                                                 | 188 km/h                                                 | 186 km/h                                                 | 195 km/h                                                 | 195 km/h (193 km/h)                                      | 198 km/h                                                 | 215 km/h                                                 | 219 km/h                                                 | 216 km/h                                                 |
| Beschleunigung, 0–100 km/h                         | 15,2 s                                | 15,2 s                                | 14,7 s                                | 14,7 s                                | 15,3 s                                | 15,3 s                | 11,8 s                                                   | 12,1 s                                                   | 12,1 s                                                   | 10,9 s                                                   | 10,9 s                                                   | 11,0 s                                                   | 10,2 s (10,0 s)                                          | 9,3 s (9,5 s)                                            | 9,7 s (9,9 s)                                            | 7,9 s                                                    | 8,1 s                                                    | 8,1 s                                                    |
| Leergewicht                                        | 1091 kg                               | 1099 kg                               | 1091 kg                               | 1099 kg                               | 1102 kg                               | 1111 kg               | 1239 kg                                                  | 1257 kg                                                  | 1250 kg                                                  | 1122–1134 kg                                             | 1128 kg                                                  | 1144 kg                                                  | 1148 kg (1163 kg)                                        | 1140–1149 kg (1164–1172 kg)                              | 1168 kg (1178 kg)                                        | 1184 kg                                                  | 1199 kg                                                  | 1231 kg                                                  |
| Kraftstoffverbrauch (NEFZ) auf 100 km (kombiniert) | 4,9 l Super                           | 5,0 l Super                           | 4,9 l Super                           | 5,0 l Super                           | 4,7 l Super                           | 5,3 l Super           | 5,0 l Super 3,3 kg Erdgas                                | 5,1 l Super 3,3 kg Erdgas                                | 5,2 l Super 3,5 kg Erdgas                                | 4,6–4,7 l Super                                          | 4,7 l Super                                              | 5,4 l Super                                              | 4,8 l Super (4,7 l Super)                                | 4,7–5,0 l Super (4,7–4,9 l Super)                        | 5,2 l Super (5,3 l Super)                                | 4,9 l Super                                              | 5,0 l Super                                              |                                                          |
| CO2-Emission (NEFZ) (kombiniert)                   | 112 g/km                              | 112 g/km                              | 112 g/km                              | 112 g/km                              | 107 g/km                              | 120 g/km              | 114 g/km 88 g/km                                         | 92 g/km                                                  | 93 g/km                                                  | 105–106 g/km                                             | 107 g/km                                                 | 124 g/km                                                 | 110 g/km (108 g/km)                                      | 127 g/km (108–112 g/km)                                  | 117 g/km (120 g/km)                                      | 112 g/km                                                 | 114 g/km                                                 |                                                          |
| Kraftstoffverbrauch (WLTP) auf 100 km (kombiniert) |                                       |                                       |                                       |                                       |                                       |                       |                                                          |                                                          |                                                          |                                                          |                                                          |                                                          |                                                          |                                                          |                                                          |                                                          | 6,1–6,2 l Super                                          | 5,7 l Super                                              |
| CO2-Emission (WLTP) (kombiniert)                   |                                       |                                       |                                       |                                       |                                       |                       |                                                          |                                                          |                                                          |                                                          |                                                          |                                                          |                                                          |                                                          |                                                          |                                                          | 138–141 g/km                                             | 128 g/km                                                 |
| Abgasnorm nach EU-Klassifikation                   | Euro 6                                | Euro 6d-TEMP                          | Euro 6                                | Euro 6d-TEMP                          | Euro 6d                               | Euro 6e               | Euro 6                                                   | Euro 6d-TEMP                                             | Euro 6d                                                  | Euro 6 (ab 08/2018: Euro 6d-TEMP)                        | Euro 6d                                                  | Euro 6e                                                  | Euro 6d                                                  | Euro 6 (ab 08/2018: Euro 6d-TEMP)                        | Euro 6e                                                  | Euro 6                                                   | Euro 6d                                                  | Euro 6e                                                  |

- Werte in runden Klammern gelten für Modelle mit Direktschaltgetriebe (DSG).

### Dieselmotoren
|                                             | 1.6 TDI                                                    | 1.6 TDI                                                    | 1.6 TDI                                                    |
| ------------------------------------------- | ---------------------------------------------------------- | ---------------------------------------------------------- | ---------------------------------------------------------- |
| Bauzeitraum                                 | 10/2017–05/2019                                            | 10/2017–08/2020                                            | 01/2018–04/2019                                            |
| Motorbauart und Zylinderanzahl              | R4-Dieselmotor mit Turbolader und Common-Rail-Einspritzung | R4-Dieselmotor mit Turbolader und Common-Rail-Einspritzung | R4-Dieselmotor mit Turbolader und Common-Rail-Einspritzung |
| Motorbaureihe                               | VW EA288                                                   | VW EA288                                                   | VW EA288                                                   |
| Hubraum                                     | 1598 cm³                                                   | 1598 cm³                                                   | 1598 cm³                                                   |
| Verdichtungsverhältnis                      | 16,2 : 1                                                   | 16,2 : 1                                                   | 16,2 : 1                                                   |
| max. Leistung bei 1/min                     | 59 kW (80 PS)/2700–4800                                    | 70 kW (95 PS)/2750–4600                                    | 85 kW (115 PS)/3250–4000                                   |
| max. Drehmoment bei 1/min                   | 230 Nm/1400–2400                                           | 250 Nm/1500–2600                                           | 250 Nm/1500–3200                                           |
| Getriebe, serienmäßig                       | 5-Gang-Schaltgetriebe                                      | 5-Gang-Schaltgetriebe                                      | 6-Gang-Schaltgetriebe                                      |
| Getriebe, optional                          | —                                                          | (7-Gang-DSG)                                               | —                                                          |
| Antriebsart                                 | Vorderradantrieb                                           | Vorderradantrieb                                           | Vorderradantrieb                                           |
| Höchstgeschwindigkeit                       | 172 km/h                                                   | 182 km/h (181 km/h)                                        | 195 km/h                                                   |
| Beschleunigung,0–100 km/h                   | 13,3 s                                                     | 11,3 s (11,7 s)                                            | 10,0 s                                                     |
| Leergewicht                                 | 1247 kg                                                    | 1253 kg (1272 kg)                                          | 1258 kg                                                    |
| Kraftstoffverbrauch auf 100 km (kombiniert) | 3,8 l Diesel                                               | 3,8 l Diesel (4,0 l Diesel)                                | 4,1 l Diesel                                               |
| CO2-Emission (kombiniert)                   | 99 g/km                                                    | 100 g/km (105 g/km)                                        | 111 g/km                                                   |
| Abgasnorm nach EU-Klassifikation            | Euro 6                                                     | Euro 6                                                     | Euro 6                                                     |